# Kevin Ortíz
Christopher Kevin Ortíz Medina (Pasadena, California, 18 de septiembre de 1995), conocido simplemente como Kevin Ortíz, es un músico, cantante y compositor estadounidense.

## Carrera musical
Desde corta edad demostró una apasionado interés por la música, que lo llevó a cantar desde los ocho años en fiestas familiares. Cuando Kevin cumplió 15 años, su ya afamado hermano lo invitó a cantar en el escenario, en los que se destacó con su voz angelical, su carisma y gracia. Sumando estas cualidades a su perfil atractivo para las jovencitas, no tardaron en ver su potencial como artista. Por su hermano mayor Gerardo Ortíz, también un famoso cantante, fundó la compañía discográfica Bad Sin Records, para lanzar la carrera de Kevin y también apoyar a otros artistas latinos con potencial en Estados Unidos.

## Discografía

### Álbumes
- 2013: Con La Misma Sangre
- 2016: Mi Vicio y Mi Adicción
- 2018: Aquí Sigo Todavía
- 2019: Lo Que Hemos Logrado

## Premios y nominaciones
| Año  | Premio    | Categoría                                  | Resultado | Ref.  |
| ---- | --------- | ------------------------------------------ | --------- | ----- |
| 2015 | Billboard | Premio Billboard al Artista del Año, Debut | Nominado  | [ 3 ] |